# Copand
Copand (węg. Maroskoppánd) – wieś w Rumunii, w okręgu Alba, w gminie Noșlac. W 2011 roku liczyła 155 mieszkańców.